# آزمایشگاه ملی فناوری امنیت شهری
آزمایشگاه ملی فناوری امنیت شهری یک آزمایشگاه دولتی ایالات متحده است که توسط دولت اداره می‌شود و بخشی از اداره علوم و فناوری وزارت امنیت داخلی ایالات متحده آمریکا می‌باشد. این ساختمان در ساختمان اداری فدرال واقع در خیابان واریک ۲۰۱ در محله میدان هادسون، منهتن، نیویورک واقع شده است.
مدیر فعلی آزمایشگاه آلیس هونگ است.

## مأموریت
مأموریت این آزمایشگاه «آزمایش، ارزیابی و تحلیل قابلیت‌های امنیت داخلی و در عین حال خدمت به عنوان یک مرجع فنی برای امدادگران، نهادهای ایالتی و محلی در حفاظت از شهرهای ما» است. در انجام این مأموریت، این آزمایشگاه به عنوان یک مرجع فنی فدرال، توسعه و ادغام موفقیت‌آمیز فناوری‌های امنیت داخلی را در محیط‌های عملیاتی کاربر نهایی ترویج می‌دهد.
کاتلین رایس، نماینده دموکرات نیویورک، اخیراً در صحن مجلس نمایندگان گفت: «این آزمایشگاه دائماً در حال توسعه و آزمایش ابزارهای جدید برای امدادگران شجاع ما است تا در صورت حمله تروریستی، حادثه صنعتی یا بلایای طبیعی از آنها استفاده کنند و از نزدیک با سازمان‌های اجرای قانون همکاری می‌کند…» این آزمایشگاه روی طیف وسیعی از مسائل، از جمله تحقیق و توسعه در زمینه واکنش‌های رادیولوژیکی و هسته‌ای، فعالیت می‌کند. همچنین تعدادی خدمات برای نیروهای انتظامی و امدادگران ارائه می‌دهد و از نزدیک با سازمان‌های منطقه شهری نیویورک و همچنین در سراسر کشور همکاری می‌کند.

## تاریخچه
مرور تاریخچه این آزمایشگاه، ماموریت‌ها و حامیان مالی متغیر آن را در طول ۷۰ سال گذشته نشان می‌دهد و در سال ۲۰۱۷، «هفت دهه از تاریخ قابل توجه خود را جشن گرفت - از اندازه‌گیری بارش رادیواکتیو در طول جنگ سرد تا انجام ارزیابی‌های عملیاتی فناوری‌های امداد اولیه امروز.» این آزمایشگاه به عنوان بخشی از کمیسیون انرژی اتمی آغاز به کار کرد و پس از آن اداره تحقیق و توسعه انرژی و سپس وزارت انرژی ایالات متحده به آن پیوست. در سال ۲۰۰۳، این آزمایشگاه طبق ماده ۳۰۳ قانون امنیت داخلی سال ۲۰۰۲ به اداره علوم و فناوری وزارت امنیت داخلی منتقل شد. نام این آزمایشگاه، پس از آزمایشگاه بهداشت و ایمنی از سال ۱۹۵۳ تا ۱۹۷۷ و آزمایشگاه اندازه‌گیری‌های محیطی از سال ۱۹۷۷ تا ۲۰۰۹، سومین نام آن در طول تاریخ فعالیتش است

### پروژه منهتن/کمیسیون انرژی اتمی (۱۹۴۲–۱۹۷۵)
ریشه‌های این آزمایشگاه به پروژه منهتن برمی‌گردد. این آزمایشگاه در سال ۱۹۴۷ به عنوان بخش پزشکی کمیسیون انرژی اتمی (AEC) تشکیل شد. در سال ۱۹۴۹ به بخش بهداشت و ایمنی و در سال ۱۹۵۳ به آزمایشگاه بهداشت و ایمنی (HASL) تغییر نام داد. بارش‌های اتمی ناشی از آزمایش‌های سلاح‌های هسته‌ای به یک نگرانی عمده تبدیل شد و تمرکز آزمایشگاه بعداً به شبکه‌ای از ایستگاه‌های نظارتی و اندازه‌گیری رادیواکتیویته در محصولات غذایی تغییر یافت.
دستورالعمل‌های اچ آی اس ال به استانداردی برای تکنیک‌های اندازه‌گیری تشعشعات محیطی تبدیل شد. در دهه ۱۹۶۰، این آزمایشگاه شروع به اندازه‌گیری رادون در معادن کرد تا خطرات سلامتی معدنچیان را ارزیابی کند.

### آزمایشگاه اندازه‌گیری‌های محیطی

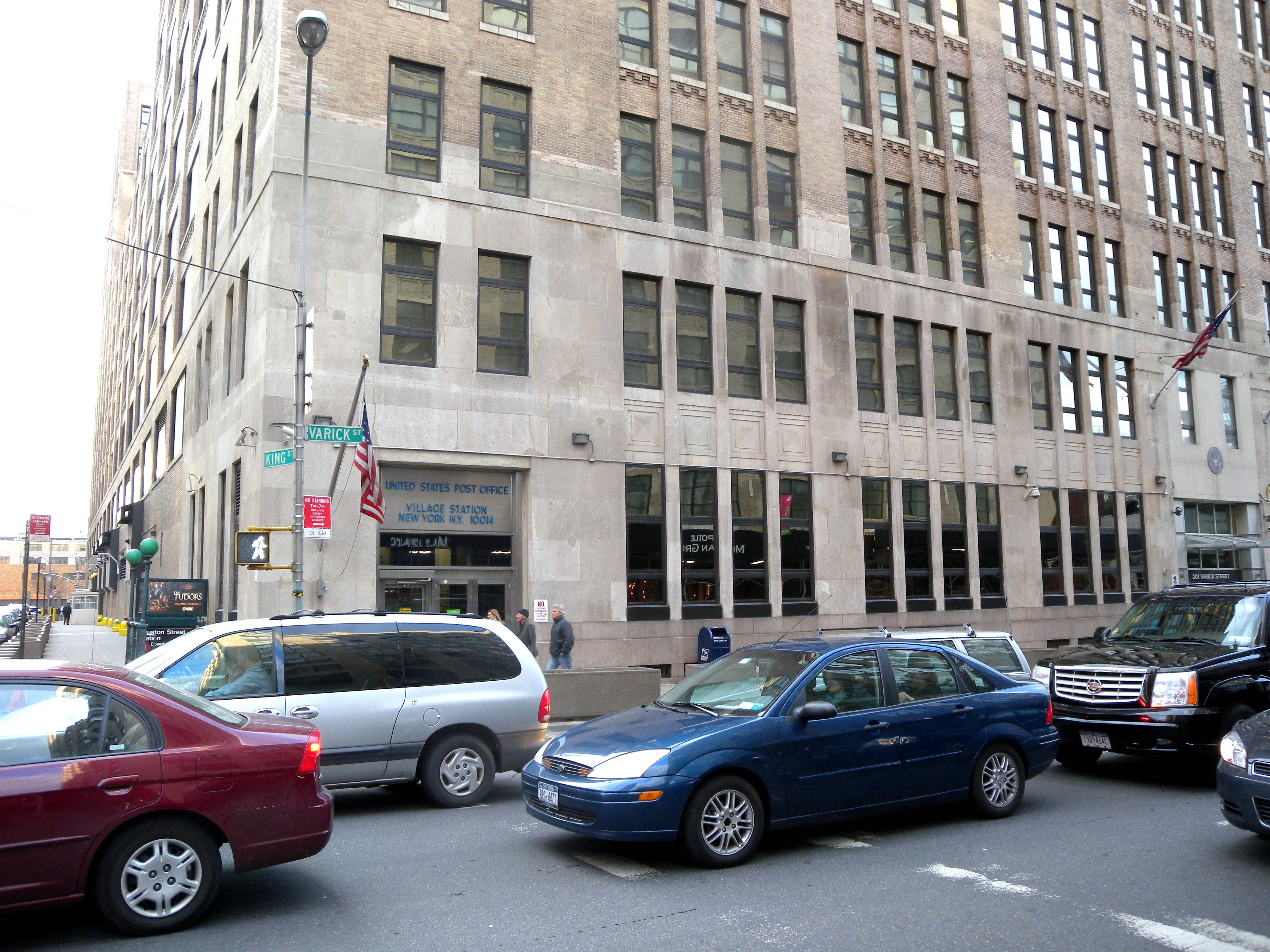
خیابان واریک، پلاک ۲۰۱، منهتن

در دهه ۱۹۷۰، برنامه‌های نمونه‌برداری جهانی این آزمایشگاه گسترش یافت و آلاینده‌های غیر هسته‌ای را نیز دربر گرفت. در سال ۱۹۷۵، آزمایشگاه بهداشت و ایمنی بخشی از اداره تحقیق و توسعه انرژی شد که بعداً توسط وزارت انرژی ایالات متحده جذب شد و نام خود را به آزمایشگاه اندازه‌گیری‌های محیطی (EML) تغییر داد.
در دهه ۱۹۷۰، این آزمایشگاه برنامه تضمین کیفیت را برای دوزیمترهای محیطی و اندازه‌گیری‌های رادیوآنالیتیکی تأسیس کرد، به کارهای مرتبط با آزمایش‌های سلاح‌های هسته‌ای ادامه داد و رادون موجود در خانه‌ها را مورد مطالعه قرار داد. پس از حادثه جزیره تری مایل و فاجعه چرنوبیل، کار این آزمایشگاه امکان بازسازی آلودگی ناشی از آن را فراهم کرد.
در سال ۱۹۹۷، آزمایشگاه به دفتر مدیریت محیط زیست منتقل شد. تمرکز اصلی EML پشتیبانی از نظارت، انهدام، رفع آلودگی و تلاش‌های اصلاحی بود. EML به عنوان رابط در مسائل فنی عمل می‌کرد. خود EML نیز در صورت نیاز به ارزیابی‌های کارشناسی مستقل، اندازه‌گیری‌های زیست‌محیطی را انجام می‌داد. EML به شبکه نظارت جهانی خود و توسعه ابزارها ادامه داد.

### انتقال
در سال ۲۰۰۳، EML به اداره علوم و فناوری وزارت امنیت داخلی (DHS) ملحق شد. طبق گزارش‌ها، انتقال و ادغام در وزارت امنیت داخلی به راحتی انجام نشد. جلسه استماع کنگره در مورد انتقال آزمایشگاه توسط کمیته علوم و فناوری مجلس نمایندگان، کمیته فرعی تحقیقات و نظارت، در ۳ مه ۲۰۰۷ با عنوان «انتقال آزمایشگاه اندازه‌گیری‌های محیطی در وزارت امنیت داخلی» برگزار شد. معاون وزیر علوم و فناوری شهادت داد که «آزمایشگاه اندازه‌گیری‌های محیطی [EML] در اداره علوم و فناوری [S&T] باقی خواهد ماند؛ که به فعالیت خود ادامه خواهد داد و از DNDO [دفتر تشخیص هسته‌ای داخلی] و سایر سازمان‌های DHS [امنیت داخلی] پشتیبانی خواهد کرد؛ و اینکه در مکان فعلی خود باقی خواهد ماند.» پوشش رسانه‌ای بر «سوء مدیریت باورنکردنی» انتقال و تصمیم نهایی برای باز نگه داشتن آزمایشگاه متمرکز بود.

### آزمایشگاه ملی فناوری امنیت شهری
در سال ۲۰۰۹، نام این آزمایشگاه از آزمایشگاه اندازه‌گیری‌های محیطی به آزمایشگاه ملی فناوری امنیت شهری تغییر یافت. این آزمایشگاه به آزمایش و ارزیابی فناوری‌ها و سیستم‌هایی که به تهدیدات امنیت داخلی می‌پردازند ادامه داد و به جامعه امنیت داخلی تری-استیت کمک کرد.
در مصاحبه‌ای که در سال ۲۰۱۱ منتشر شد، آدام هاتر، مدیر آزمایشگاه، گفت که این آزمایشگاه «آخرین تأسیسات فدرال باقی‌مانده از پروژه منهتن است که هنوز در منهتن واقع شده است».
مقاله‌ای در مجله علمی فیزیک سلامت در سال ۲۰۱۸ با عنوان «همراهان قهرمانان: چگونه علم و فناوری از امدادگران اولیه پشتیبانی می‌کند (و چگونه شما هم می‌توانید)» منتشر شد که تاریخچه و کار فعلی NUSTL را شرح می‌دهد.

## کار فعلی
طبق مجوز پیشنهادی کنگره، «دانشگاه ملی فناوری و نوآوری (NUSTL) به عنوان یک آزمایشگاه فدرال علوم و فناوری وزارت امنیت داخلی (DHS)، تحقیق، توسعه، آزمایش و ارزیابی را به منظور درک بهتر و کاهش تهدیدات فعلی و آینده امنیت داخلی انجام می‌دهد. برنامه‌های استقرار آزمایشی NUSTL نه تنها فناوری‌های امنیت داخلی را از مراحل توسعه و آزمایش به آزمایش‌های میدانی عملیاتی منتقل می‌کند، بلکه یک رابط علمی حیاتی با پلیس نیویورک، پلیس فدرال نیویورک، پلیس نیوجرسی و پلیس ایالت کنتیکت و تعداد زیادی از کاربران نهایی محلی دیگر در این زمینه فراهم می‌کند.»
این آزمایشگاه با آزمایش، ارزیابی و سنجش فناوری‌ها و سیستم‌های مقابله با تروریسم، آمادگی، واکنش و بازیابی، مستقیماً از امدادگران پشتیبانی می‌کند. بخشی از این کار شامل برنامه ارزیابی و اعتبارسنجی سیستم برای امدادگران اورژانس (SAVER) می‌شود. و یک سیستم مدیریت فوریت‌های رادیولوژیکی.
این آزمایشگاه میزبان انجمن علوم و فناوری منطقه نیویورک است که کنسرسیومی از سازمان‌های دولتی فدرال، ایالتی و محلی و گروه‌های بخش خصوصی است که به‌طور منظم برای بحث در مورد پیشرفت‌ها در کاربردهای علم و فناوری تشکیل جلسه می‌دهند.
آزمایشگاه ملی فناوری امنیت شهری، رویدادهای آزمایش عملیاتی را برگزار می‌کند که هدف آنها «ایجاد بستری است که در آن کاربران نهایی بتوانند فناوری‌های نوظهور را در سناریوهای واقع‌بینانه در یک محیط شهری عملیاتی ارزیابی کنند.»
طبق یک بیانیه مطبوعاتی در سال ۲۰۱۷، «موقعیت استراتژیک آزمایشگاه‌ها در شهر نیویورک این امکان را فراهم می‌کند که سیستم‌ها و فناوری‌های نوآورانه قبل از پیاده‌سازی در مقیاس ملی، توسط اولین امدادگران محلی آزمایش شوند.»